# Samotino Point
Der Samotino Point (englisch; bulgarisch нос Самотино nos Samotino) ist eine vereiste Landspitze an der Nordenskjöld-Küste des Grahamlands im Norden der Antarktischen Halbinsel. Sie liegt 10,65 km südöstlich des Porphyry Bluff, 9,4 km nordwestlich des Kap Longing und 30 km ostnordöstlich des Kap Sobral an der Südostseite der Einfahrt zur Pizos Bay.
Ihre Kartierung erfolgte 2012. Die bulgarische Kommission für Antarktische Geographische Namen benannte sie im selben Jahr nach der Ortschaft Samotino im Nordosten Bulgariens.